# 畢達菲爾特銀行
畢達菲爾特銀行股份有限公司（The Bank of N.T. Butterfield & Son Limited）（ BSX：109）是一家位於百慕達的持牌銀行。

## 历史
畢達菲爾特銀行於1758年最早成立，當時由諾登爾．畢達菲爾特創立，主要售賣雪茄、酒類及乾貨，直至1858年才開始拓行金融業，到了1904年根據《1890年百慕達銀行法》（The Bank of Bermuda Act of 1890）正式註冊。本銀行曾經於百慕達、巴貝多、開曼群島、巴哈馬、瑞士、英國等地設有分行及附屬公司，從事廣泛的國際銀行和信託業務。
同時也是股票存託過戶處之一。
股份在百慕達證券交易所及開曼群島證券交易所上市掛牌。
2016年9月16日畢達菲爾特銀行：NTB首日在紐約證券交易所掛牌上市，公開發行股數不超過10,638,298股，每股23.5美元，集資2.5億美元，

## 外部連結
- 畢達菲爾特銀行